# Wilhelm Erk
Wilhelm Friedrich Ludwig Erk (* 18. Januar 1840 in Nidda; † 15. November 1912 ebenda) war ein hessischer Mühlenbesitzer und Politiker (HBB) und Abgeordneter der 2. Kammer der Landstände des Großherzogtums Hessen.
Wilhelm Erk war der Sohn des Bäckermeisters Ludwig Erk und dessen Ehefrau Wilhelmine, geborene Kirchhof. Erk, der evangelischen Glaubens war, war Mühlenbesitzer in Nidda und heiratete am 27. Februar 1868 Emilie geborene Ruppel.
Von 1887 bis 1911 gehörte er der Zweiten Kammer der Landstände an. Er wurde für den Wahlbezirk Oberhessen 12/Nidda-Ortenberg gewählt. 1898 bis 1899 war er Bürgermeister in Nidda. Daneben war er Mitglied des Stadtvorstandes, des Kreistags und Kreisausschusses im Kreis Büdingen, der Provinzialtages der Provinz Oberhessen und Direktor der Sparkasse Nidda.